# Estación de Hünenberg Chämleten
La estación de Hünenberg Chämleten es una estación ferroviaria de la comuna suiza de Hünenberg, en el Cantón de Zug.

## Historia y situación
La estación de Hünenberg Chämleten fue inaugurada en el año 2004 con la puesta en servicio de la red de trenes de cercanías Stadtbahn Zug. Originalmente constaba de una única vía y un solo andén, pero en 2008 con la apertura de la doble vía entre Zug Chollermüli (lugar de la bifurcación de las líneas hacia Zúrich y Lucerna) y Rotkreuz se construyeron tanto la segunda vía como el segundo andén.
Se encuentra ubicada en el sur del barrio de Chämleten, situado a casi dos kilómetros al este del núcleo urbano de Hünenberg. Cuenta con dos andenes laterales a los que acceden dos vías pasantes.
En términos ferroviarios, la estación se sitúa en la línea (Zúrich -) Zug - Lucerna. Sus dependencias ferroviarias colaterales son la estación de Hünenberg Zythus hacia Zug y la estación de Rotkreuz en dirección Lucerna.

## Servicios ferroviarios
Los servicios ferroviarios de esta estación están prestados por SBB-CFF-FFS.

### S-Bahn Lucerna/Stadtbahn Zug
Por la estación pasa una línea de las redes de trenes de cercanías S-Bahn Lucerna y Stadtbahn Zug que conforman una gran red de trenes de cercanías en el centro de Suiza.
- S 1 Baar - Zug - Cham - Rotkreuz - Lucerna.

1. En días laborables frecuencias de 15 minutos en el tramo Baar - Zug - Rotkreuz y de 30 minutos hasta Lucerna. En festivos trenes cada 30 minutos entre Baar y Rotkreuz y de 60 minutos hasta Lucerna.